# Geografía de Australia
La geografía de Australia describe el estudio sistemático del territorio soberano australiano, que, en sentido geográfico, se refiere a la Australia continental, el estado insular de Tasmania y miles de islas menores repartidas por los océanos Pacífico, Índico y Austral y que rodean la masa continental, las cuales, en conjunto, comprenden una superficie territorial de 7 688 287 km2. Dada su enorme extensión, la geografía australiana es muy variada: desde las montañas nevadas de los Alpes australianos y Tasmania hasta grandes desiertos, bosques tropicales y templados, praderas, brezales y bosques.

## Geografía física

### Ubicación y dimensiones
Australia es un país situado en Oceanía, entre el océano Índico y el Pacífico Sur. Oficialmente denominado como la Mancomunidad de Australia, comprende una masa de tierra continental, el estado insular de Tasmania y aproximadamente 8222 islas periféricas menores y numerosas islas mayores. Esto lo convierte en el sexto país más grande del mundo por superficie jurisdiccional, que comprende 7 688 287 km2 (alrededor del 5 % de la superficie terrestre). Aunque no tiene fronteras terrestres, Australia comparte, a través de su jurisdicción marítima, fronteras con Timor Oriental, Papúa Nueva Guinea, Indonesia, Nueva Caledonia (Francia) y Nueva Zelanda. Su territorio continental se ubica entre las latitudes 10° 41' 21" y 43° 38' 40" sur (39° 08' 20" sur si se considera únicamente la zona continental, excluyendo a Tasmania), y las longitudes 113° 09' 18" y 153° 38' 14" este.
Los extremos geográficos de la Australia continental son la península del cabo York por el norte, en Queensland; la península de Promontorio Wilsons por el sur, en Victoria (el cabo Sureste si se considera a Tasmania); el cabo Byron por el este, en Nueva Gales del Sur y la bahía Shark por el oeste, en Australia Occidental.

### Relieve
La masa continental australiana consta de seis divisiones distintas. Éstas son:

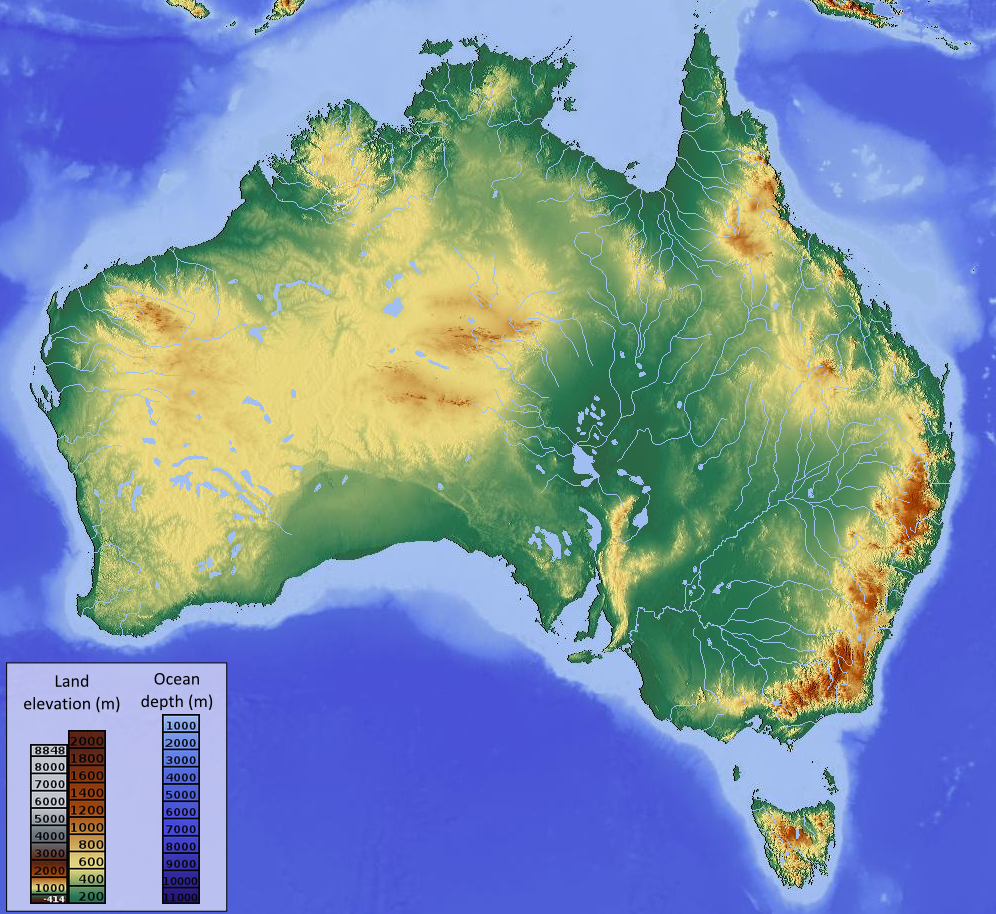
Mapa del relieve de Australia con los principales ríos y lagos.

- Las tierras altas orientales, que incluyen la Gran Cordillera Divisoria, la fértil franja de praderas del cinturón del Brigalow, detrás de la costa oriental, y las tierras altas orientales.
- Llanuras aluviales y tierras bajas orientales: la cuenca del Murray-Darling cubre la parte meridional; también incluye partes de la cuenca del lago Eyre y se extiende hasta el golfo de Carpentaria.
- Las tierras altas de Australia Meridional: la cordillera Flinders, la península de Eyre y la península de Yorke.
- La Meseta Occidental, incluida la llanura de Nullarbor
- Desiertos centrales
- Meseta y cuencas septentrionales, incluido el Top End

Las tierras altas orientales, o Gran Cordillera Divisoria, se encuentran cerca de la costa oriental de Australia, separando la relativamente estrecha llanura costera oriental del resto del continente. Incluye a la montaña más alta de Australia: el monte Kosciuszko, con 2228 metros de altitud. Estos bosques templados del este de Australia presentan el mayor relieve, la mayor pluviosidad, la flora y fauna más abundantes y variadas, y la mayor densidad de asentamientos humanos.
Entre las tierras altas orientales y la Meseta Occidental se encuentran las tierras bajas orientales, formadas por la Gran Cuenca Artesiana y los mayores sistemas fluviales de Australia, la cuenca del Murray-Darling y la cuenca del lago Eyre. En las llanuras del centro de Australia se encuentra el salado lago Eyre, en cuya cuenca se halla el punto más bajo del continente, a 15 metros por debajo del nivel del mar. Es también el lago efímero más grande del mundo, y se llena con monzones periódicos.
La mitad occidental de Australia está formada por la Meseta Occidental, que se eleva hasta alcanzar alturas montañosas cerca de la costa occidental y desciende hasta cotas más bajas cerca del centro continental. La región de la Meseta Occidental es generalmente llana, aunque está interrumpida por varias cadenas montañosas, como la cordillera Hamersley, la cordillera MacDonnell y la cordillera Musgrave. En general, la Meseta Occidental carece de aguas superficiales, aunque hay varios ríos de gran caudal en el oeste y el norte, como los ríos Murchison, Ashburton y Victoria.
Frente a la costa nororiental de Australia se encuentra el mayor complejo de arrecifes de coral del mundo, la Gran Barrera de Coral. La gran y montañosa isla de Tasmania, también estado de Australia, se encuentra al sur del extremo sudoriental del continente australiano. Recibe abundantes precipitaciones y posee suelos muy fértiles, sobre todo en comparación con el continente.
En el centro y el sur destacan Uluru (también conocido como Ayers Rock), el famoso monolito de arenisca, y los desiertos centrales de Simpson, Tirari, Sturt Stony, Gibson, Great Sandy, Tanami y Great Victoria.
Australia es el continente más bajo del mundo, con una altitud media de sólo 330 m; aproximadamente el 86,77 % de la superficie del país (excluyendo la superficie insular) no supera los 500 m de altitud. El punto más alto de la Australia continental es el monte Kosciuszko (2228 m s. n. m.), situado en los alpes australianos, mientras que el punto más alto del territorio australiano soberano es el pico Mawson, en la isla Heard, que tiene 2745 m s. n. m. y es la cima de un volcán activo.

### Geología

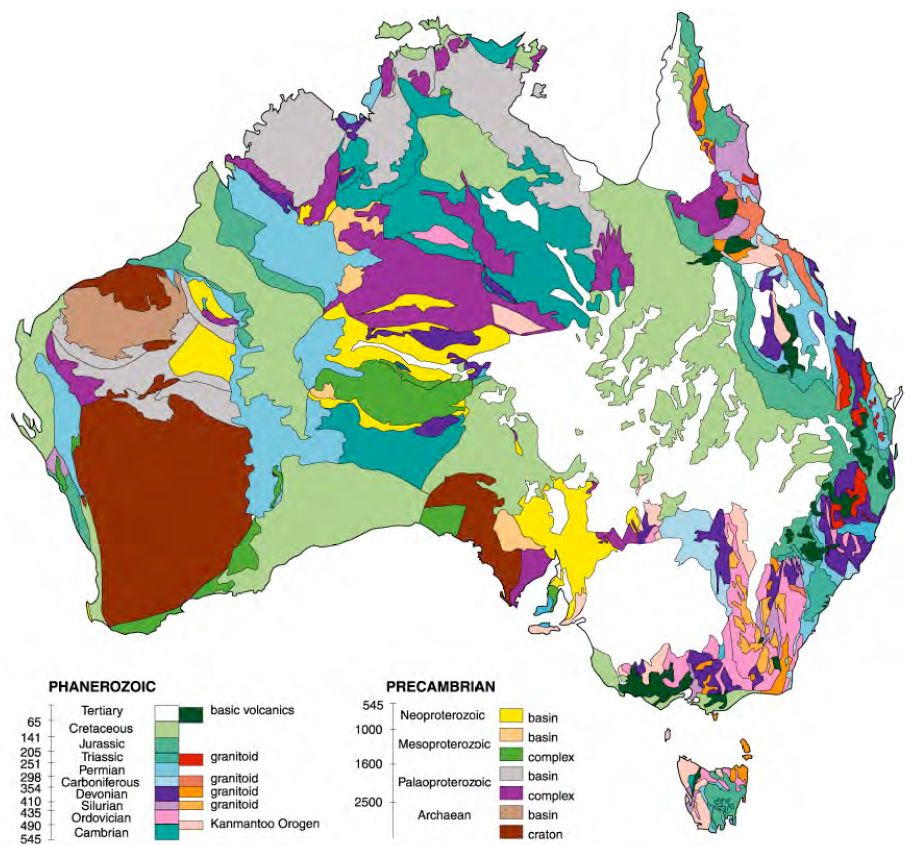
Unidades geológicas básicas de Australia.

Situada en medio de la placa indoaustraliana, Australia es la masa continental más baja, plana y antigua de la Tierra, y su historia geológica ha sido relativamente estable. Aunque la forma de Australia se debe en gran medida a los movimientos tectónicos de la Tierra y a los cambios a largo plazo del nivel del mar, la mayor parte de su topografía es resultado de la erosión prolongada del viento y el agua. La corteza continental del continente australiano, excluyendo los márgenes adelgazados, tiene un grosor medio de 38 km, con un rango de grosor de 24 a 59 km. Las fuerzas geológicas, como el levantamiento tectónico de cadenas montañosas y los choques entre placas tectónicas, se produjeron principalmente en la prehistoria temprana de Australia, cuando aún formaba parte de Gondwana. La masa continental de Gondwana comenzó a dispersarse hace unos 165 millones de años; sin embargo, la placa australiana tardó mucho tiempo en separarse. De hecho, fue, junto a la placa antártica, las últimas las principales placas continentales de Gondwana en separarse, hace 45 millones de años. Actualmente, el continente australiano se mueve unos 3 cm al norte por año.
La geología terrestre de Australia está dominada por cinco provincias: Los cratones del Arcaico al Paleoproterozoico, los cinturones orogénicos del Paleo al Mesoproterozoico, las cuencas sedimentarias del Meso al Neoproterozoico, las rocas paleozoicas del cinturón plegable de Tasmania (Tasman Foldbelt) y las rocas mesozoicas de la Gran Cuenca Artesiana. Se calcula que entre el 10 % y el 20 % de los paisajes modernos de Australia se formaron durante el Mesozoico, cuando el continente formaba parte de Gondwana. El escudo australiano, también llamado escudo australiano occidental, es un extenso escudo de roca precámbrica expuesta que conforma la zona occidental del país. Es considerado «el más completamente cratonizado de los terrenos precámbricos de Australia».
Australia continental está situada en el centro de una placa tectónica, por lo que actualmente no presenta vulcanismo activo; sin embargo, hay dos volcanes activos situados a 4000 km al suroeste de Perth, en la isla Heard y las cercanas islas McDonald. Con frecuencia se producen terremotos menores que no producen daños, mientras que los grandes terremotos de magnitud superior a 6 se producen de media cada cinco años. Tasmania y los Alpes australianos no contienen campos de hielo ni glaciares permanentes, aunque es posible que hayan existido en el pasado.

### Hidrología

Mapa de las principales cuencas hidrográficas según la definición del Bureau de Meteorología.

Al ser el continente habitado más seco, Australia no cuenta con muchos grandes ríos de gran caudal ni grandes lagos permanentes. Muchos de los ríos australianos no tienen un caudal regular; pueden pasar años con caudales muy bajos, seguidos de uno o varios años de crecidas. El régimen de precipitaciones en Australia es muy variable, con una precipitación media anual baja en la mayor parte del continente e intensas caídas estacionales en los trópicos, concéntrico en torno al extenso núcleo árido del continente. Los efectos de este régimen pluviométrico tan variado y del sistema de drenaje de Australia pueden hacer que algunas partes del continente estén en sequía, pero inundadas por las aguas procedentes de precipitaciones a miles de kilómetros de distancia. En promedio, sólo el 9 % de las precipitaciones en Australia se convierte en escorrentía, y aproximadamente el 2 % se filtra a través del suelo para recargar las aguas subterráneas.
La Gran Cuenca Artesiana es una importante fuente de agua, la mayor y más profunda cuenca de agua dulce del mundo. El acceso al agua de la cuenca ha propiciado la expansión del pastoreo a zonas que antes eran demasiado secas para el ganado. Los pueblos y ciudades de todo el país se enfrentan a veces a grandes crisis de almacenamiento y uso de agua en las que se aplican restricciones y otras medidas para reducir el consumo de agua. Las restricciones de agua se basan en un gradiente de actividades que se prohíben progresivamente a medida que empeora la situación. Los mayores sistemas fluviales de Australia son la cuenca del Murray-Darling y la cuenca del lago Eyre, totalizando entre ambos más de 2 millones de km² de superficie.
Billabong es el nombre australiano que se da a «los lagos en cocha, estanques semilunares aislados que quedan tras el corte de un bucle fluvial cuando el cauce del río cambia de curso». En una comparación mundial de altura, las cataratas australianas son relativamente insignificantes, con la caída más larga en el puesto 135 según la Base de Datos Mundial de Cataratas. Hay 758 estuarios en todo el país, la mayoría situados en zonas tropicales y subtropicales.

## Oceanografía

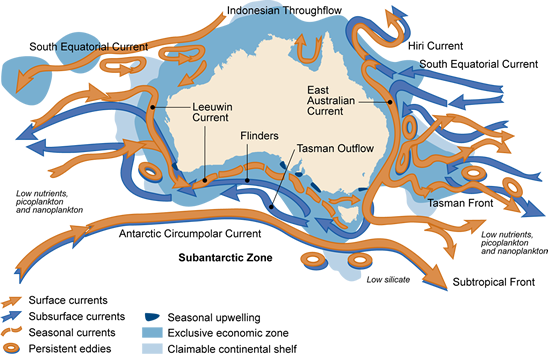
Corrientes oceánicas superficiales y subsuperficiales, giros oceánicos y remolinos alrededor de Australia.

Los océanos y mares de Australia incluyen los situados frente a la costa continental y sus territorios de ultramar en los océanos Pacífico, Índico y Austral, así como los mares de Timor, Tasmania, Coral y Arafura. La costa continental australiana tiene una longitud total de 35 821 km y 23 860 km más de costas insulares. Australia es el país de la Tierra con la tercera mayor superficie de jurisdicción oceánica y con la tercera mayor zona económica exclusiva, con 8 148 250 km2.
Australia está rodeada por varias corrientes oceánicas que ejercen una gran influencia en aspectos como el clima, los ecosistemas, las migraciones de peces, el transporte de desechos oceánicos y la calidad del agua. Las aguas superficiales del Pacífico están dominadas por la cálida corriente de Australia Oriental, mientras que en las costas occidentales australianas predomina la corriente de Leeuwin. También hay una serie de contracorrientes subsuperficiales de temperaturas más frías. Las mareas predominan en la costa noroeste, donde se produce la mayor amplitud de mareas del país, con una marea astronómica máxima superior a los 10 m. Un reciente análisis mundial por teledetección indica que en Australia hay 8866 km2 de llanura mareal, lo que la convierte en el tercer país con mayor superficie de llanura mareal.

## Geografía política

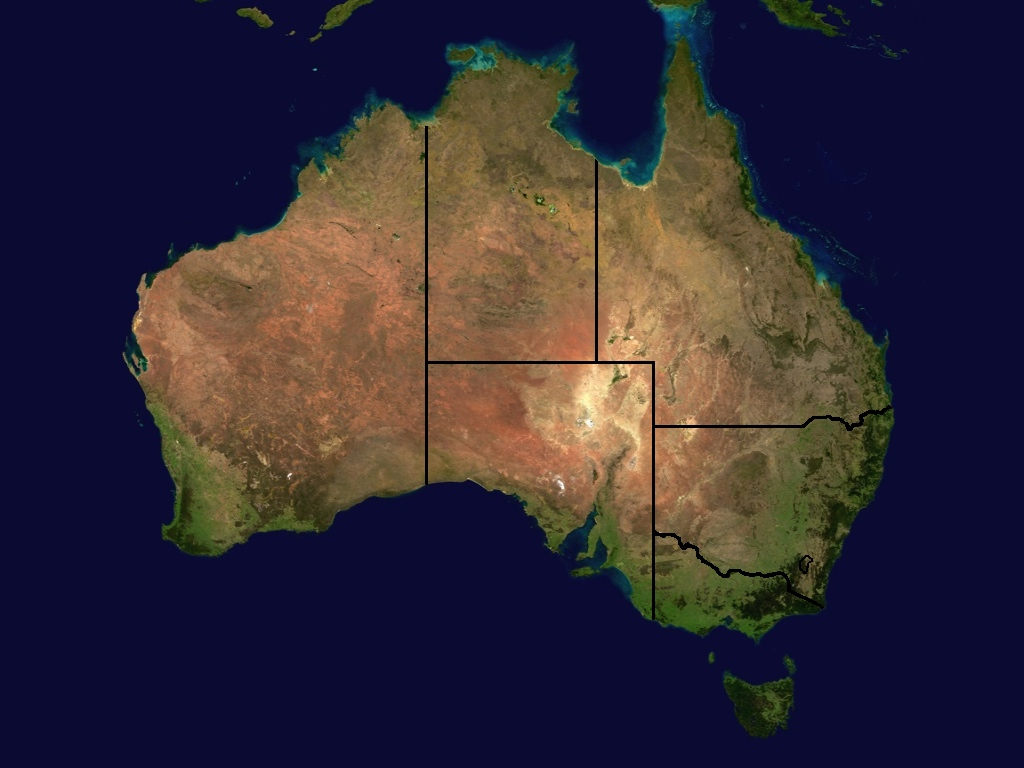
Mapa satelital con las fronteras delimitadas de los estados y territorios de Australia.

Posición de Australia y sus territorios de ultramar (incluyendo territorio antártico reclamado).

Australia consta de seis estados, dos grandes territorios continentales y otros territorios menores. Los estados son Nueva Gales del Sur, Queensland, Australia Meridional, Tasmania, Victoria y Australia Occidental. Los dos principales territorios continentales son el Territorio del Norte y el Territorio de la Capital Australiana.
Australia tiene también varios territorios menores; el gobierno federal administra una zona separada dentro de Nueva Gales del Sur, el Territorio de la Bahía de Jervis, como base naval y puerto marítimo para la capital nacional. Además, Australia tiene los siguientes territorios exteriores habitados: isla Norfolk, isla de Navidad, islas Cocos (Keeling), y varios territorios exteriores en gran parte deshabitados: islas Ashmore y Cartier, islas del Mar del Coral, e islas Heard y McDonald. Australia también reclama una parte de la Antártida como Territorio Antártico Australiano, aunque esta reclamación no goza de un amplio reconocimiento debido al Tratado Antártico.
En los estados y territorios australianos hay más de 500 organismos de gobierno local, a menudo denominados councils, municipalities o shires. Estas autoridades locales incluyen los ayuntamientos (city councils) de los centros urbanos y los concejos regionales y de shire de las zonas rurales.
Australia Occidental es el estado más extenso, ocupando un 32,9 % de la superficie australiana, seguido de Queensland, Australia Meridional y Nueva Gales del Sur. El Territorio del Norte, el mayor de los territorios, ocupa un 17,5 % de la superficie del país, mientras que el resto juntos ocupan menos del 1 % de esta.
Según la tenencia de la tierra en Australia, los arrendamientos pastorales cubren el 44 % del territorio y cerca del 40 % de Australia está cubierto por título nativo, tanto en título exclusivo como compartido. El 14,9 % de la superficie australiana se considera tierra fiscal.

## Clima

Clasificación climática de Köppen de Australia.

La mayor parte de Australia es árida o semiárida. El 18 % del territorio continental australiano está formado por desiertos. Sólo el sudeste y el sudoeste tienen un clima templado y un suelo moderadamente fértil. La parte septentrional del continente tiene un clima tropical: parte es selva tropical, parte praderas y parte desierto.
La situación única de Australia, bajo un cinturón subtropical de altas presiones y rodeada de otros factores climáticos como El Niño-Oscilación del Sur y el dipolo del océano Índico hace que la mayor parte de Australia occidental sea un desierto caliente, y la aridez una característica marcada de la mayor parte del continente. Recientemente, la investigación ha relacionado la desertificación de Australia con los colonos humanos que llegaron hace unos 50 000 años. Las quemas periódicas de estos colonos podrían haber impedido que los monzones llegaran al interior de Australia. El outback, el vasto centro de Australia, cubre aproximadamente el 70 % del continente.
Dado que Australia es un continente de tamaño medio, separado de las regiones polares por el océano Austral, no está sometido a movimientos de aire polar gélido durante el invierno, del tipo de los que barren los continentes del hemisferio norte durante su invierno. En consecuencia, el invierno australiano es relativamente suave, con menos contraste entre las temperaturas estivales y las invernales que en los continentes septentrionales, aunque la transición es más acusada en las regiones alpinas de Australia y en los lugares de gran altitud. Las temperaturas máximas y mínimas estacionales pueden ser considerables, con temperaturas que oscilan entre los 40 °C de máxima en las regiones desérticas del centro y los 0 °C en las regiones más altas del sureste del país.
Las precipitaciones son muy variables, con frecuentes sequías que duran varias temporadas, causadas en parte por El Niño-Oscilación del Sur. Según el Bureau de Meteorología, el 80 % del territorio recibe menos de 600 mm de precipitaciones anuales y el 50 % menos de 300 mm. En conjunto, Australia tiene una precipitación media anual muy baja, de 419 mm.